# Motorsportjahr 1902
◄ | 1898 | 1899 | 1900 | 1901 | Motorsportjahr 1902 | 1903 | 1904 | 1905

Weitere Sportereignisse
Im Motorsportjahr 1902 stand der Automobilsport allgemein unter großem Druck. Unfälle bei vorangegangenen Rennveranstaltungen hatten dazu geführt, dass in einigen Ländern Rennverbote für Veranstaltungen auf öffentlichen Straßen erlassen wurden, darunter auch in Frankreich. Erst nachdem der Automobile Club de France (ACF) mit dem Erlass eines ersten Motorsportreglements sein Bemühen bekundet hatte, die Rennen wieder in geregelte Bahnen zu bekommen – und nicht zuletzt auch auf Druck der französischen Automobil- und Treibstoffindustrie – wurde das alljährliche „große“ Rennen, für das in diesem Jahr die Strecke Paris–Wien ausgewählt worden war, doch noch genehmigt.
Vor allem um die immer weiter ausufernden Geschwindigkeiten wieder zu reduzieren erließ der ACF zum ersten Mal eine allgemeine Rennformel, in der das Gewicht der Wagen auf maximal 1000 kg (plus 7 kg Extragewicht für Magnetzündung) limitiert wurde. Auf diese Weise hoffte man, das weitere Anwachsen der Motorengrößen zu verhindern. Bei den nach wie vor von Stadt zu Stadt über öffentliche Straßen ausgetragenen Rennen blieben jedoch Teilnehmer wie auch für die ansässige Bevölkerung weiterhin sehr gefährdet.
Ein erster Schritt weg von dieser Form der Rennen stellte das erste große Rundstreckenrennen dar, das in diesem Jahr auf dem Circuit des Ardennes bei Bastogne in Belgien zum ersten Mal ausgetragen wurde. Allerdings war auch hier die Rundenlänge mit 85 km noch verhältnismäßig lang.
Das Motorsportjahr 1902 brachte mit dem Sieg von Selwyn Edge auf Napier im Gordon-Bennett-Cup außerdem den ersten größeren internationalen Erfolg für Großbritannien.

## Rennergebnisse

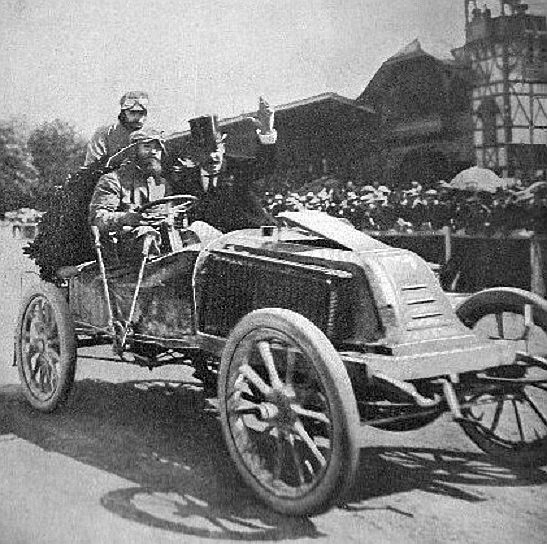
Marcel Renault im Renault Type K kurz nach dem Rennen Paris–Wien.

### Paris–Wien
| Platz | Fahrer         | Team               | Zeit         |
| ----- | -------------- | ------------------ | ------------ |
| 1     | Marcel Renault | Renault            | 15:47:43,8 h |
| 2     | Henri Farman   | Panhard & Levassor | +12:46,4 min |
| 3     | J. Edmond      | Darracq            | +22:32,4 min |

Das größte Rennen des Jahres führte vom 26. bis 28. Juni 1902 von Paris über 990 Rennkilometer nach Wien. Da in der Schweiz Motorsport verboten war, wurde die Etappe in diesem Land neutralisiert – d. h. ohne Zeitnahme durchfahren. Erstmals bei einem großen Rennen kam die vom ACF erlassene Rennformel mit 1000 kg Maximalgewicht zur Anwendung, was jedoch nicht zu der beabsichtigten Verringerung der Motorleistungen führte. Jedoch erwiesen sich gerade die extrem überzüchteten Wagen der „schweren“ Klasse (über 650 kg) den Anforderungen der äußerst anspruchsvollen Streckenführung – vor allem durch die schlechten Straßenverhältnisse auf den Gebirgspassagen – als kaum gewachsen. Als schließlich der weit in Führung liegende Panhard von René de Knyff bei der Überquerung des Arlberg-Passes mit gebrochenem Differential liegen blieb, war damit der Weg frei für einen Überraschungserfolg von Marcel Renault auf einem vergleichsweise schwach motorisierten Modell der „leichten“ Klasse von lediglich etwa 30 PS. Von 110 gestarteten Teilnehmern erreichten dennoch immerhin 80 das Ziel.
Dem Rennen wurde in den 1920er Jahren vom Automobile Club de France rückwirkend der Titel VII Grand Prix de l’ACF verliehen.

### Gordon-Bennett-Cup
| Platz                               | Fahrer      | Team   | Zeit         |
| ----------------------------------- | ----------- | ------ | ------------ |
| 1                                   | Selwyn Edge | Napier | 11:52:52,6 h |
| keine weiteren Fahrer klassifiziert |             |        |              |

Auch die dritte Auflage des Wettbewerbs um die Coupe Internationale wurde aus Sorge um mangelnde Beteiligung nicht als eigenständiges Rennen ausgetragen, sondern erneut lediglich als Sonderwertung im Rahmen des Rennens Paris-Wien, wobei die Wertung auf dem Teilabschnitt bis Innsbruck erfolgte. Wenigstens gab es dieses Mal in Form des britischen Teams zumindest wieder einen Herausforderer für die bislang dominierenden Franzosen. Allerdings waren die beiden Wolseleys nicht ausgereift und kamen gar nicht richtig ans Laufen, wie auch Selwyn Edge auf einem jetzt reglementskonformen neuen Napier-Modell das Tempo der französischen Wagen nicht mithalten konnte. Aber auch im Team des ACF, in dem zum ersten Mal drei verschiedene Firmen vertreten waren, gab es große Probleme. Die überzüchteten Rennwagen von Mors und der neuen Marke C.G.V. hielten schon am ersten Tag der Belastung nicht stand. So lag René de Knyff als Führender in der Gesamtwertung auch in der Gordon-Bennett-Wertung mit großem Abstand in Führung, bis das zuvor bereits angeschlagene Differential seines Panhard & Levassor bei der Überquerung des Arlbergpasses endgültig den Geist aufgab. Edge, in der Gesamtwertung am Ende Elfter, musste nur noch irgendwie Innsbruck erreichen, um dem französischen Team den Cup zum ersten Mal zu entreißen. Die Briten hatten damit laut Reglement die Aufgabe, das Gordon-Bennett-Rennen 1903 vorzubereiten.

### Ardennen-Rennen – Bastogne
| Platz | Fahrer                       | Team               | Zeit         |
| ----- | ---------------------------- | ------------------ | ------------ |
| 1     | Charles Jarrott              | Panhard & Levassor | 5:53:39,6 h  |
| 2     | Fernand Gabriel              | Mors               | 0+8:05,6 min |
| 3     | William Kissam Vanderbilt II | Mors               | +28:31,0 min |

In Bastogne in Belgien wurde am 31. Juli 1902 zum ersten Mal das Rundstreckenrennen Circuit des Ardennes abgehalten. Die 85 km lange Strecke durch die Ardennen musste sechs Mal umrundet werden. Mit Charles Jarrott siegte ein Brite.

## Weitere Rennen
- Der Concours de côte du mont Ventoux wird erstmals durchgeführt.
- Geschwindigkeitsrekord am 5. November von Henri Fournier und am 17. November 1902 von Maurice Augières bei Le kilomètre et le mile à Dourdan.